# جامعة أوديسا للشؤون الداخلية
جامعة أوديسا للشؤون الداخلية مؤسسة تعليم عالي أوكرانية، (بالأوكرانية: Одеський державний університет внутрішніх справ) هي جامعة تقع في أوديسا أوبلاست، أوكرانيا. تأسست هذه الجامعة في سنة 1922